# Magneuptychia segesta
Pour les articles homonymes, voir Segesta (homonymie).
Espèce
Magneuptychia segesta est une espèce d'insectes lépidoptères (papillons) de la famille des Nymphalidae, de la sous-famille des Satyrinae et du genre Magneuptychia.

## Dénomination
Magneuptychia segesta a été décrit par Gustav Weymer en 1911 sous le nom initial d' Euptychia segesta.

### Nom vernaculaire
Magneuptychia segesta se nomme Segesta Satyr en anglais.

## Écologie et distribution
Magneuptychia segesta est présent en Colombie et au Brésil.

### Protection
Pas de statut de protection particulier.